# Hermann Billung

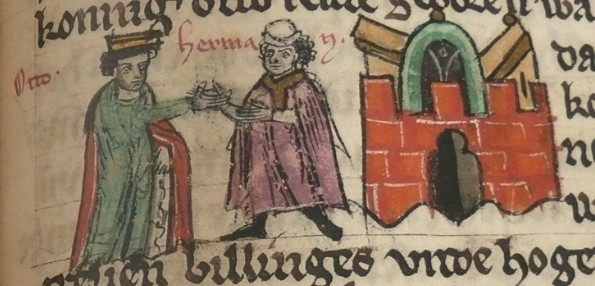
Hermann an der Seite Ottos I. des Großen. Illustration aus der Sächsischen Weltchronik um 1270, Gotha, Forschungsbibliothek, Cod. Memb. I 90, fol. 89 r.

Hermann Billung († 27. März 973 in Quedlinburg) aus der Verwandtengruppe der Nachfahren Widukinds war Herzog in Sachsen. Der geläufige Beiname Billung ist möglicherweise nicht zeitgenössisch.
Nach seinem Herrschaftsantritt im Jahr 936 bestellte König Otto I. Hermann zu seinem neuen Heerführer (princeps militiae). Die Entscheidung sorgte für Aufruhr im sächsischen Adel. Insbesondere Hermanns älterer Bruder Wichmann I. fühlte sich übergangen und schloss sich vorübergehend einem Aufstand gegen den König an. Trotz seiner Aufsehen erregenden Bevorzugung ist Hermann erst knapp 20 Jahre später wieder in den Quellen bezeugt: Im Zuge des Liudolfinischen Aufstandes von 953 bis 955 ernannte ihn Otto I. für die Dauer seiner kriegsbedingten Abwesenheit zu seinem Stellvertreter (procurator regis) in Sachsen. Die erzählenden Quellen bezeichnen Hermann fortan als Herzog (dux), ohne von einer Befehlsgewalt über den sächsischen Adel zu berichten. Im nördlichen Sachsen verstrickte er sich in einen Machtkampf mit seinen Neffen, deren Erbe er sich nach dem Tod seines älteren Bruders angeeignet hatte. Dort bestimmte Hermann Lüneburg zum Zentrum seiner Herrschaft und stiftete das Kloster St. Michaelis, Grablege des nach Hermann benannten Geschlechts der Billunger. Gegenüber den elbslawischen Abodriten verfolgte er eine auf Ausgleich und Bindung bedachte Politik. Als Otto I. ihn vor seiner Abreise nach Italien 961 erneut zu seinem Stellvertreter bestellte, war Hermann der mächtigste Mann in Sachsen. Gegen Ende seines Lebens könnte er sogar nach der Herrschaft gegriffen haben, als er für jedermann sichtbar in Magdeburg widerrechtlich das königliche Zeremoniell benutzte. Hermann starb Ostern 973 in Quedlinburg, nur wenige Wochen vor Otto dem Großen. Seine männlichen Nachkommen stellten in gerader Linie über vier Generationen die Herzöge in Sachsen.
In der Forschung ist vor allem Hermanns verfassungsrechtliche Stellung erörtert worden. Bereits Ludwig Weiland gelangte 1866 zu dem Ergebnis, Hermann sei als Erster unter Gleichen in Sachsen kein „richtiger“ Herzog gewesen. Dafür habe es ihm an der Befehlsgewalt über den sächsischen Adel gefehlt. Diese Auffassung wirkt bis heute fort und kommt in der einschränkenden Bezeichnung Hermanns als „Herzog in Sachsen“ zum Ausdruck. Gerd Althoff konnte 1984 nachweisen, dass Hermann als Angehöriger der Sippe von Widukinds Nachfahren zum bedeutendsten Geschlechterverband in Sachsen gehörte. Matthias Becher machte Hermann 1996 zum Kristallisationskern der Entstehung eines sächsischen Stammesbewusstseins. Bis heute gilt Hermann zudem als Markgraf über die Slawen im Nordosten.

## Leben

### Herkunft und Familie

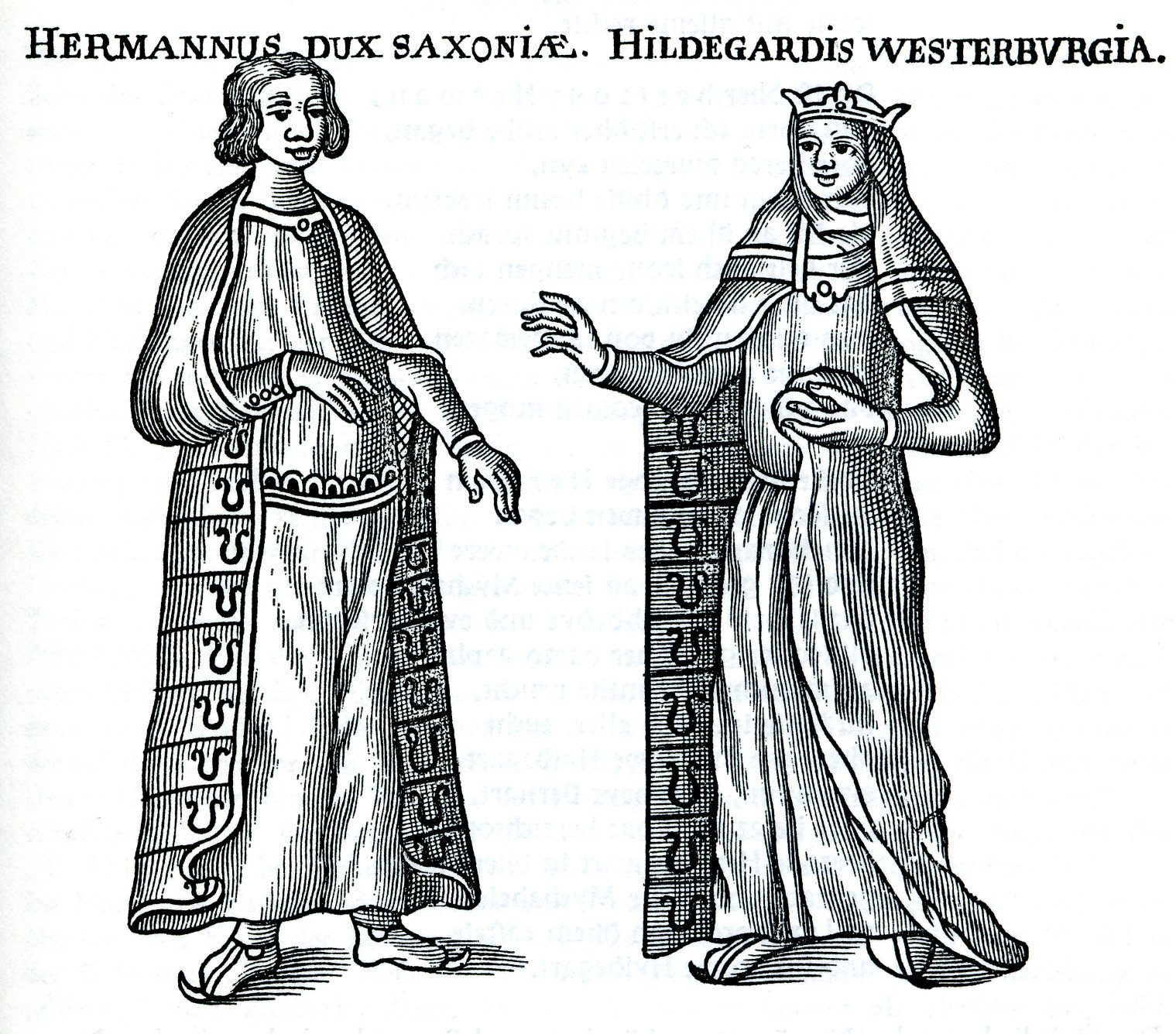
Hermann Billung und seine vermeintliche Ehefrau (tatsächlich Schwiegertochter) Hildegard von der Westerburg. Nach einem Kupferstich in: Heinrich Meibom d. J.: Rerum Germanicarum, Tomi III, Helmstadt 1688.

Im Liber Ordinarius, dem Kapitelbuch von St. Blasius mit den wichtigsten Urkunden des Stifts, findet sich der Stammbaum der Billunger, Welfen, Askanier und Staufer. Grundlage bildete die Zusammenstellung in der Chronik Alberts von Stade. An den Anfang des Stammbaums sind Hermann Billung und seine Gemahlin Hildegard gesetzt. Auf der rechten Seite des Stammbaums wird die Stammlinie der Askanier bis zur Heirat Mechthilds mit Otto dem Kind gezeigt. Die untere Reihe listet am Rand die vier Kinder Friedrichs II. und dann die neun Kinder Ottos des Kindes mit Mechthild auf. Braunschweig um 1300, Niedersächsisches Landesarchiv – Staatsarchiv Wolfenbüttel, Inv. Nr. VII B Hs 129, fol 47v.

Hermanns Herkunft ist durch zeitgenössische Quellen nicht überliefert. Spätere Nachrichten, die ihn teils als Sohn armer Leute, teils als edlen Abkömmling eines Billung oder Billing beschreiben, gehören in den Bereich der Sage oder gelten aufgrund des großen zeitlichen Abstandes als zweifelhaft. Zur ersten Gruppe gehören insbesondere die Nachricht Adams von Bremen über eine angeblich „niedere Geburt“ und die Erzählung der Lüneburger Chronik über die Herkunft Hermanns von einem Meyerhof in Stübeckshorn bei Soltau. Die Annahme, er sei der Sohn eines Billung, gründet sich auf einen entsprechenden Eintrag in der Hauschronik des Klosters St. Michael in Lüneburg aus der Zeit zwischen 1229 und 1233. Als gesichert gilt heute nur Hermanns Zugehörigkeit zur mit Abstand einflussreichsten und vornehmsten Verwandtengruppe des nördlichen Sachsen, den Nachfahren Widukinds. Als nächste Verwandte aus der Elterngeneration werden die Grafen Ekbert und Bernhard von Borghorst genannt, ohne dass das verwandtschaftliche Verhältnis zu ihnen sicher bestimmt werden könnte.
Hermann hatte zwei ältere Brüder, Wichmann I. den Älteren und Amelung, Bischof von Verden.
Der Ehe Hermanns mit Oda von Sachsen entstammten mindestens vier Kinder. Der älteste Sohn Bernhard I. wurde nach dem Tod des Vaters 973 Herzog in Sachsen. Über seinen Bruder Liudger ist wenig bekannt. Die Tochter Mathilde I. heiratete 961 Balduin III. von Flandern und nach dessen frühem Tod um das Jahr 963 Gottfried den Gefangenen. Suanhilde (Schwanhild) war zunächst mit dem Markgrafen Thietmar I. von Meißen verheiratet und anschließend mit dessen Nachfolger, dem Markgrafen Ekkehard I. Die vielfach als Tochter Hermanns angesprochene Imma II., Äbtissin des Kanonissenstiftes Herford, wird in einer Urkunde Ottos III. als Tochter Bernhards I. bezeichnet.
Eine zweite Ehe Hermanns mit Hildesuith (oder Hildegard) ist zweifelhaft. Bei der Gräfin dieses Namens, die auf einer zwischen 1071 und 1086 im Kloster St. Michael in Lüneburg entstandenen Stammtafel der Billunger aufgeführt ist, kann es sich auch um die ansonsten unbekannte erste Frau von Hermanns Sohn Bernhard I. handeln.
Bei dem Zunamen „Billung“ handelt es sich nach verbreiteter Auffassung um ein Forschungskonstrukt, das zur Unterscheidung der Verwandtengruppe von anderen Adelsgeschlechtern nach dem vermeintlichen Stammvater Billung gewählt wurde. Dagegen befand bereits 1951 Ruth Bork, der Name könne zeitgenössisch sein, weil der mit Hermann verbündete abodritische Samtherrscher Mistiwoj in der Hamburger Kirchengeschichte des Bremer Domscholasters Adam von Bremen aus der Zeit um 1070 den vielleicht auf Hermann zurückgehenden Taufnamen Billug trägt.

### Die Bestellung zum Heerführer
Hermann wird erstmals im Zusammenhang mit einem Feldzug der Sachsen gegen die Redarier im Herbst des Jahres 936 erwähnt. Widukind von Corvey berichtet in seiner um 968 entstandenen Sachsengeschichte, nach dem Tod König Heinrichs I. habe dessen Sohn und Nachfolger Otto I. beschlossen, einen neuen Heerführer (princeps militiae) zu bestellen. Das Amt war mit dem Tod des Grafen Bernhard von Borghorst um die Jahreswende 935/936 vakant geworden. Die Wahl des Königs fiel auf Hermann, der mit seiner Streitmacht in das Land der Redarier eindrang und sie besiegte. Trotz dieses Erfolges führte Hermanns Berufung zu heftigen Reaktionen des sächsischen Adels, die schließlich in einen Aufstand gegen den König mündeten. Die Ursachen für diese Empörung sucht die Forschung nicht in der Person Hermanns, sondern in den Beweggründen des Königs für die Berufung des Heerführers und in dem Amt, das er ihm übertrug.

#### Die Reaktion des sächsischen Adels
Als Reaktion auf die Bestellung Hermanns entfernte sich dessen älterer Bruder Wichmann noch vor Beginn des Feldzuges mit seinen Gefolgsleuten vom Heer. Als Grund täuschte er eine Krankheit vor. Tatsächlich sah er sich in seinem Rang übergangen und in seiner Ehre verletzt. Er war das Oberhaupt des mächtigsten und reichsten Geschlechterverbandes im nördlichen Sachsen. Innerhalb der Sippe kam ihm damit ein höherer Rang zu als seinem wesentlich jüngeren Bruder. Seine Stellung verschaffte ihm unter den sächsischen Adligen großes Ansehen. Dieses spiegelt sich in einer Lobpreisung bei Widukind von Corvey, der ihn als mächtigen und tapferen Mann beschreibt, kriegserfahren und von außergewöhnlicher Bildung. Umgekehrt überzeichnet Adam von Bremen Hermanns relative Bedeutungslosigkeit, wenn er ihn als Sohn armer Eltern beschreibt, der von seinem Vater nur sieben Hufen Land geerbt habe. Wichmanns Verbindungen reichten durch die Ehe mit einer zu diesem Zeitpunkt bereits verstorbenen Schwester der Königin Mathilde bis in die königliche Familie. Seine massierten Besitzungen im Bardengau, dem Grenzgebiet zu Slawen und Dänen, verliehen ihm reichspolitisch zusätzliches Gewicht. Vor diesem Hintergrund war Wichmann offensichtlich nicht bereit, die vor dem versammelten sächsischen Adel erlittene Schmach seiner Zurücksetzung hinter den bis dahin unbedeutenden Bruder hinzunehmen. Im folgenden Jahr schloss er sich dem Aufstand um Ottos I. Halbbruder Thankmar und den fränkischen Herzog Eberhard gegen den König an.
Die Empörung Wichmanns über den Eingriff des Königs in die hierarchische Struktur des Geschlechterverbandes, der aus seiner Sicht durch nichts gerechtfertigt war, wurde von großen Teilen des sächsischen Adels geteilt. Widukind berichtet, auch die übrigen sächsischen Großen hätten die Entscheidung missbilligt.
Einer dieser Großen namens Ekkehard, mutmaßlich ein Cousin des Königs, empfand die Ernennung Hermanns als eine derartige Demütigung, dass er gegen den Befehl des Königs das Heer verließ und auf eigene Faust eine slawische Burg angriff, um Ottos I. Gunst doch noch für sich zu gewinnen oder ruhmreich zu sterben. Er und seine Mitstreiter fanden vor der Burg den Tod.

#### Die Beweggründe König Ottos I.
Die Beweggründe Ottos I. für die Ernennung Hermanns sind rätselhaft. Widukind zufolge war er für das Amt nicht besser geeignet als sein älterer Bruder. Die Forschung ist sich deshalb darin einig, dass Otto sich in erster Linie gegen Wichmann entschieden hat. Da Widukind keinen Grund für Hermanns Bevorzugung anführt, wurden dazu verschiedene Forschungshypothesen vorgebracht. Für Gerd Althoff war die Übergehung Wichmanns eine Maßnahme zur „Durchsetzung herrscherlicher Entscheidungsgewalt“. Otto I. habe damit das neue königliche Selbstverständnis demonstrierten wollen, dem zufolge er als Herrscher bei der Ämtervergabe nicht an erbrechtlich begründete Ansprüche des Adels auf bestimmte Positionen gebunden war. Eine andere Erklärung liefert Matthias Becher: Innerhalb der königlichen Familie habe bei der Wahl von Heinrichs I. Nachfolger keine Einigkeit geherrscht. Favorit der Königin Mathilde für die Thronfolge sei ihr Lieblingssohn Heinrich gewesen. Wichmann habe als Schwager der Königin, die wie er zu der Verwandtengruppe der Nachfahren Widukinds gehörte, in Mathildes Lager gestanden. Mit der Zurücksetzung Wichmanns habe Otto somit einen potentiellen Gegner ausgeschaltet. Noch einen Schritt weiter gehen Ernst Schubert und Johannes Laudage. Nach ihrer Auffassung beabsichtigte Otto eine Spaltung des gesamten Geschlechterverbandes, um ihn auf diese Weise zu schwächen. Tatsächlich lässt sich eine solche Aufspaltung in den nachfolgenden Auseinandersetzungen Hermanns mit Wichmanns Söhnen Wichmann II., Ekbert und Brun erkennen, über die Widukind umfangreich berichtet.

#### Das Amt desprinceps militiae
Einen weiteren Grund für die Empörung des sächsischen Adels gegen die Bestellung Hermanns zum princeps militiae sieht die Forschung in damit verbundenen Sonderrechten. Dabei bedeutet princeps militiae in der wörtlichen Übersetzung zunächst schlicht Heerführer. Dementsprechend wurde vereinzelt auch angenommen, Hermanns Befugnisse als princeps militiae hätten sich auf diejenigen eines militärischen Anführers im Feldzug gegen die Redarier beschränkt. Inzwischen ist die Forschung jedoch einhellig zu der Auffassung gelangt, Hermann seien mit dem Amt des Heerführers zusätzliche Befugnisse verliehen worden. Die Bezeichnung war nämlich bereits 50 Jahre vorher in den Annales Fuldenses für den Grafen Heinrich aus dem Geschlecht der Babenberger verwendet worden, um ihn als Anführer der adligen Gefolgsleute (militia) Ludwig III. des Jüngeren zu beschreiben. Zudem zeigen die heftigen Reaktionen des sächsischen Adels auf Hermanns Ernennung, dass die Stellung weitaus bedeutsamer war als die eines lagebedingt berufenen Heerführers.
Keine Einigkeit besteht hingegen bei der Beantwortung der Frage, worin diese zusätzlichen Befugnisse bestanden haben könnten. Eine verbreitete Meinung lautet, mit der Ernennung Hermanns zum Heerführer habe der König ihm zugleich den Auftrag zur dauerhaften Sicherung der Nordostgrenze des Ostfrankenreiches gegen Dänen und Elbslawen erteilt. Dieses Amt habe zuvor Hermanns im Jahr 935/936 verstorbener Verwandter Bernhard bekleidet, der siegreiche Feldherr in der Schlacht bei Lenzen. Dagegen stellte nach Einschätzung von Albert K. Hömberg die Verleihung des Feldherrentitels bereits die Begründung eines sächsischen Herzogtums dar. Zu einem ähnlichen Ergebnis wie Hömberg gelangte Matthias Becher: Mit der Ernennung eines princeps militiae habe Otto I. eine Mittelinstanz zwischen dem Adel und dem Königtum eingerichtet, indem er seine eigene Befehlsgewalt dauerhaft auf Hermann übertragen habe. Die sächsischen Großen seien in der Folge verpflichtet gewesen, Befehle von dem bis dahin gänzlich unbedeutenden Hermann entgegenzunehmen. Demgegenüber hat Gerd Althoff 1999 darauf hingewiesen, dass in den Schriftquellen jedweder Hinweis auf weitergehende Befugnisse Hermanns wie etwa den Oberbefehl über andere Adelige oder eine Ausübung von Gerichtsbarkeit fehlt.

### Herrschaft im Nordosten
Nach dem erfolgreichen Redarierfeldzug spielte Hermann auf Reichsebene zunächst keine Rolle mehr. Dagegen söhnte sich sein älterer Bruder Wichmann 939 mit dem König aus und dürfte dem mächtigen Geschlechterverband bis zu seinem Tod 944 weiter vorgestanden haben. Aber erst knapp zehn Jahre nach Wichmanns Tod finden sich vermehrt Nachrichten über Hermann, der bis 953 in den Schriftquellen nur noch einmal erwähnt wird. Auffälligerweise kämpfte Hermann nicht mehr an der Seite des Königs. Den Kämpfen des Liudolfinischen Aufstandes 953 blieb er fern. Auch an den beiden großen Schlachten des Jahres 955 – auf dem Lechfeld gegen die Ungarn und an der Raxa gegen die Slawen – beteiligte sich Hermann nicht. Stattdessen festigte er in einer Reihe von Kämpfen gegen die Söhne seines Bruders Wichmann seinen Herrschaftsanspruch über den Geschlechterverband und die riesigen Besitzungen im Nordosten. Gegenüber den Slawen an der unteren Elbe, namentlich den Abodriten, verfolgte er eine auf Ausgleich und dynastische Bindungen bedachte Politik. Damit wählte er einen anderen Ansatz als der Markgraf Gero an der mittleren Elbe. Als Hermann 961 vom König für die Dauer von dessen Italienfeldzug die Vertretung in Sachsen erhielt, dürfte er bereits der mächtigste Große in Sachsen gewesen sein.

#### Der gefangene Heerführer
Die einzige sichere Erwähnung Hermanns bis zum Jahr 953 stammt aus einer Quelle der ersten Hälfte des 11. Jahrhunderts, der Normannengeschichte Dudos von Saint-Quentin. Nach Dudos Bericht geriet Hermann zu einem unbekannten Zeitpunkt vor dem Jahr 941 in dänische Gefangenschaft, in der er auch die dänische Sprache erlernte. Matthias Becher leitet aus dieser Nachricht ein Handeln Hermanns in königlichem Auftrag ab. Otto I. habe geplant, das dänische Festland politisch enger in den Reichsverband einzubinden. In diesem Zusammenhang habe Hermann mit dem königlichen Heer den erfolglosen Versuch unternommen, das von Gorm oder dessen Sohn Harald Blauzahn kontrollierte Jütland zu unterwerfen, und sei dabei in Gefangenschaft geraten. Tatsächlich berichtet Widukind von Corvey für das Jahr 939, Sachsen habe im Norden unter den Dänen zu leiden gehabt. Von einem Feldzug Hermanns gegen die Dänen – und das sogar in königlichem Auftrag – weiß jedoch keine der Quellen.

#### Der Kampf um die Macht
Nach dem Tod Wichmanns I. nutzte Hermann die Unmündigkeit seiner Neffen Wichmann II. und Ekbert zu einem Versuch, sich als Oberhaupt des Geschlechterverbandes zu etablieren, indem er sich die umfangreichen Besitzungen seines Bruders aneignete. Daraufhin begannen die Wichmannsöhne einen jahrzehntelangen Kampf um ihr Erbe, über den Widukind von Corvey in seiner Sachsengeschichte ausführlich berichtet. Die beiden Brüder warfen Hermann vor, er habe sie um ihr Erbe betrogen, und bezeichneten ihn öffentlich als Räuber ihrer Schätze, wobei sie im sächsischen Adel durchaus Rückhalt fanden. Während des Liudolfinischen Aufstandes 953 lief Wichmann II. in das Lager Liudolfs über, der ihm möglicherweise Unterstützung in der Auseinandersetzung mit Hermann zugesagt hatte. Nach dem Scheitern des Aufstandes setzten Wichmann II. und Ekbert ihren Kampf gegen Hermann zunächst unbeirrt fort, bis sie schließlich in dessen Gefangenschaft gerieten. Hermann führte seine Neffen vor den König, der jedoch Ekbert laufen ließ und Wichmann II. nur unter Hausarrest stellte. Nachdem Wichmann II. entkommen war, bemächtigten sich die Brüder im Winter 954/955 einiger Burgen in ihrer angestammten Heimat. Sie vermochten diese aber nicht gegen Hermann zu halten und mussten sich mit ihren Gefolgsleuten über die Elbe auf slawisches Gebiet zurückziehen. Dort verschanzten sie sich mit Billigung des abodritischen Samtherrschers Nakon auf der ansonsten unbekannten Burg Suthleiscranne. Nakons Billigung könnte Folge eines Freundschaftsbündnisses mit dem verstorbenen Wichmann I. gewesen sein. Nachdem Hermann ein Heer aufgestellt hatte, rückte er im März 955 auf die von den Brüdern verteidigte Burg vor, ohne diese einnehmen zu können. Im Gegenzug drang Wichmann II. nach dem Osterfest als Anführer einer nunmehr überwiegend slawischen Gefolgschaft in sächsisches Gebiet ein. Die Bevölkerung flüchtete sich in die Burg Cocarescemier, die anschließend belagert wurde. Hermann, dessen Heer sich nach dem Fehlschlag vor der Burg Suthleiscranne offenbar bereits aufgelöst hatte, leistete angesichts der Übermacht keinen Entsatz. Er riet den Eingeschlossenen gegen den Willen seiner Gefolgsleute zu Verhandlungen. Es wurde vereinbart, dass die Burg mit allem Hab und Gut gegen das Versprechen freien Abzugs den Belagerern übergeben werden sollte, doch nach Öffnung der Tore kam es in der Burg zu einem Tumult, worauf die Belagerten von den Siegern massakriert und versklavt wurden, ohne dass Hermann ihnen zu Hilfe eilte.

#### Die Belagerung der Burg Starigard

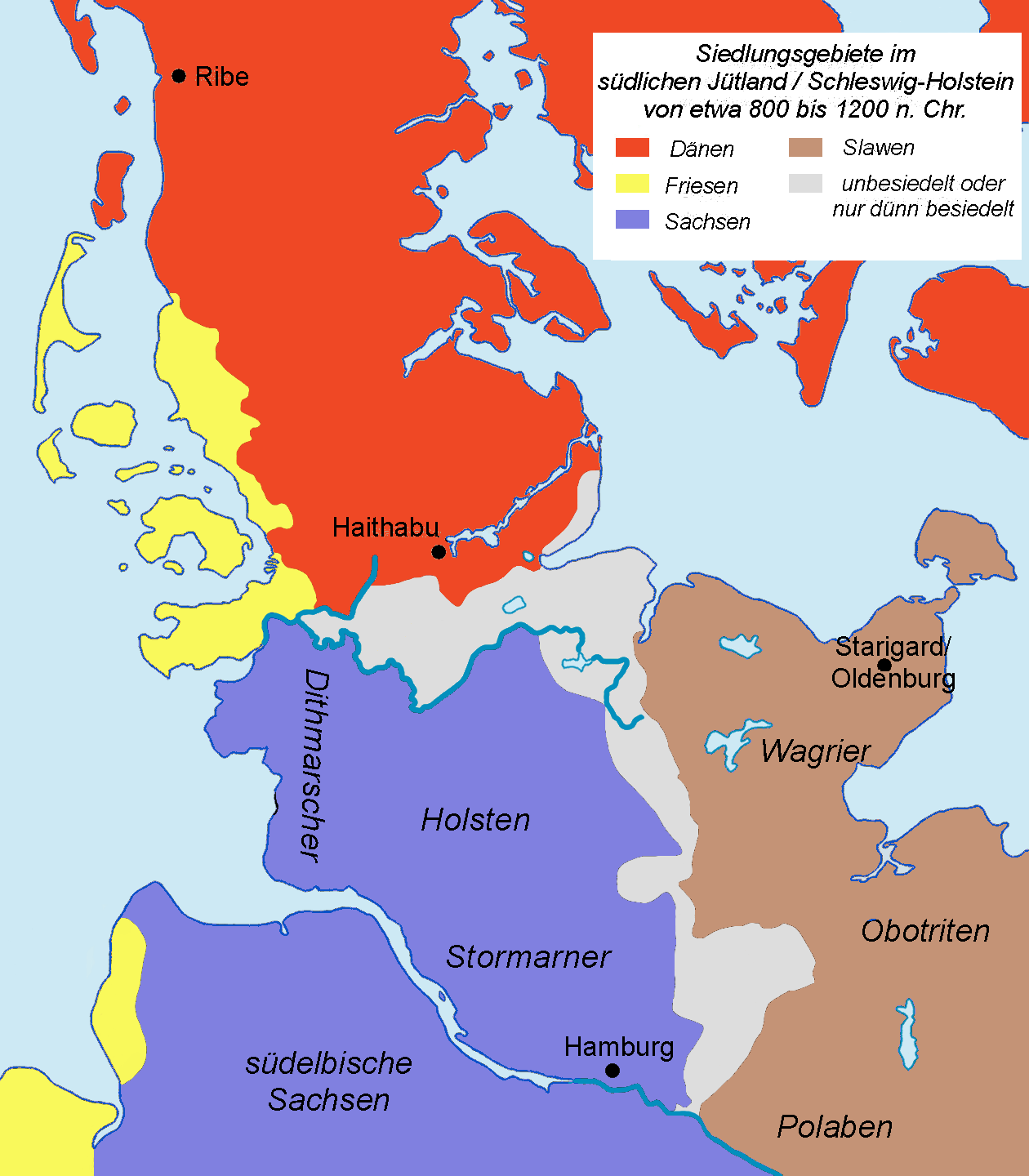
Lage der Burg Starigard im Nordosten des braun gekennzeichneten Siedlungsgebietes der Wagrier

Zum Jahr 967 berichtet Widukind von Corvey von einem Eingriff Hermanns in das Herrschaftsgefüge der elbslawischen Wagrier, deren Fürsten Selibur er absetzte. Vorausgegangen war ein Streit Seliburs mit einem anderen elbslawischen Kleinkönig, dem späteren abodritischen Samtherrscher Mistiwoj. Hermann ergriff Partei für Mistiwoj und verurteilte Selibur zu einer Zahlung von 15 Talenten Silber. Als Selibur sich daraufhin gegen Hermann auflehnte, drang dieser in Wagrien ein und eroberte Seliburs Burg, wahrscheinlich die Starigard, das heutige Oldenburg in Holstein. Anschließend setzte er den aufrührerischen Selibur ab und ernannte dessen Sohn Sederich zum Fürsten der Wagrier. Obwohl es sich dabei auf den ersten Blick um die Ausübung unmittelbarer Herrschaft Hermanns handelt, ist dies in Frage gestellt worden. Zunächst berichtet Widukind nämlich, dass Mistiwoj die Burg belagerte und Hermann mit seinem Heer erst später dort eintraf. Daraus ist geschlossen worden, Selibur habe sich nicht gegen Hermann aufgelehnt, sondern gegen Mistiwoj. Hermann habe keinen eigenen Herrschaftsanspruch durchsetzen wollen, sondern er sei Mistiwoj zu Hilfe geeilt, dessen Oberherrschaft Selibur sich nach dem Tod von Mistiwojs Vorgänger Nakon habe entledigen wollen. Erich Hoffmann nimmt dagegen an, Selibur habe gleichzeitig sowohl Mistiwojs als auch Hermanns Oberherrschaft unterstanden. Ausschlaggebend für Hermanns Eingreifen in den innerabodritischen Konflikt sei ein ganzes Motivbündel gewesen. Neben der Sicherung seines eigenen Herrschaftsanspruchs habe er Mistiwoj nicht zuletzt deswegen unterstützt, weil Selibur sich mit Hermanns Erzfeind Wichmann II. verbündet hatte.

### Stellvertreter des Königs
Für die Dauer seiner Italienaufenthalte 961–966 und 966–973 bestellte Otto I. Hermann zu seinem Vertreter (procurator regis). Bereits während des Liudolfinischen Aufstandes hatte Hermann diese Aufgabe im Jahr 953 kurzzeitig ausgeübt. Ob er zum Stellvertreter ernannt wurde, weil er bereits Herzog in Sachsen war, oder durch die Stellvertretungen in das Amt des Herzogs hineinwuchs oder auf die Funktion des procurator beschränkt blieb, ist in der Forschung nicht abschließend geklärt.

#### Stellvertretungen
Mit der Erhebung Heinrichs I. zum König des Ostfrankenreiches hatte sich die verfassungsrechtliche Situation in Sachsen grundlegend verändert: Der sächsische Herzog war nun gleichzeitig König. Auch Otto I. übte beide Ämter in Personalunion aus. Für die Dauer seiner Abwesenheit von Sachsen ernannte er Stellvertreter. Ob und in welchem Umfang er diesen Vertretern herzogliche oder sogar königliche Herrschafts- und Gerichtsbefugnisse übertrug, so dass sie ihre Aufgaben mit Amtsautorität erfüllen konnten, lässt sich aufgrund der uneinheitlichen Quellenlage schwer beantworten. Die königliche Hofkanzlei vermied die Bezeichnung Hermanns als dux (Herzog) und verwendete den Titel comes (Graf). In den zeitgenössischen erzählenden Quellen wird Hermann demgegenüber als dux bezeichnet.
Zunächst hatte Otto I. Siegfried von Merseburg, den älteren Bruder des späteren Markgrafen Gero, als Stellvertreter für die Zeit seiner Abwesenheit eingesetzt. Nach Siegfrieds Tod im Sommer 937 wurde zunächst kein Stellvertreter mehr ernannt. Erst während des Liudolfinischen Aufstands kam es zu einer erneuten Prokuration. Im Juli 953 zog Otto I. mit einem Heer nach Mainz, wo sich sein aufständischer Sohn Liudolf mit einem Heer verschanzt hatte. Otto I. ließ Hermann als seinen Stellvertreter in Sachsen zurück. Möglicherweise übertrug er ihm das Aufgebotsrecht zur Aufstellung von Truppen, denn nach wochenlangen, für beide Seiten verlustreichen Kämpfen vor Mainz forderte Otto bei Hermann die Entsendung eines Ersatzheeres an. Hermann setzte diese Streitmacht unter der Führung seines zu diesem Zeitpunkt noch loyalen Neffen Wichmann II. und des Grafen Dietrich von Haldensleben in Marsch, während er selbst in Sachsen verblieb.
Im August 961 brach Otto zu seinem zweiten Italienzug auf, am 2. Februar 962 ließ er sich von Papst Johannes XII. in Rom zum Kaiser krönen. Für die Zeit seiner Abwesenheit hatte er Hermann zu seinem Stellvertreter in Sachsen ernannt. Diese Aufgabe nahm Hermann bis zur Rückkehr des Kaisers 966 wahr.
Vor seinem abermaligen Aufbruch nach Italien ernannte der Kaiser Hermann auf dem Hoftag zu Worms im August 966 erneut zu seinem Stellvertreter in Sachsen. Dieser erwies sich jedoch keineswegs als willfähriger Statthalter des Kaisers. Offenbar war er mit zunehmender Abwesenheit Ottos immer weniger bereit, das Amt des procurator Saxoniae ausschließlich im Sinne seines Vollmachtgebers auszuüben. Stattdessen begann er, die Positionen und Ansprüche des sächsischen Adels ebenso wie seine eigenen Interessen gegenüber dem Königtum unabhängig und selbstbewusst zu vertreten.
Im zweiten Jahr seiner Vertretung widersetzte er sich auf der von ihm geleiteten Stammesversammlung in Werla 968 offen den Anweisungen des Kaisers. Dieser forderte Hermann und Thietmar brieflich auf, den slawischen Redariern keinen Frieden zu gewähren, sondern sie auch nach ihrer jüngsten Niederlage erneut anzugreifen. Der Brief wurde den versammelten sächsischen Adligen verlesen. Diese entschieden sich aber angesichts eines drohenden dänischen Angriffs dafür, den längst gewährten Frieden nicht zu brechen und ihre Kräfte nicht zu zersplittern. Wesentlich problematischer als diese Befehlsverweigerung dürfte für Otto I. jedoch eine andere Entscheidung gewesen sein, die Hermann auf dem Stammestag in Werla fällte. Das Halberstädter Kapitel hatte mit Hildeward von Halberstadt einen erklärten Gegner von Ottos Plan der Errichtung eines Magdeburger Erzbistums zum Nachfolger des im Februar verstorbenen Bischofs Bernhard von Hadmersleben gewählt. Hermann bestätigte diese Wahl ohne Rücksprache mit dem Kaiser.
Im März 972 berief Hermann als Stellvertreter Ottos I. eine Stammesversammlung nach Magdeburg ein, das damals das politische und religiöse Zentrum von Ottos Königsherrschaft nördlich der Alpen war. Absprachegemäß wurde Hermann dort von seinem Verwandten, dem Magdeburger Erzbischof Adalbert, wie ein König empfangen: Adalbert geleitete ihn in einer Prozession unter Glockengeläut an der Hand in die hell erleuchtete Kirche. Nach dem Gottesdienst nahm Hermann vor den Augen der anwesenden geistlichen und weltlichen Großen an der Tafel demonstrativ den Platz des Kaisers ein und übernachtete anschließend in dessen Haus, wo er im Bett des Kaisers schlief. Die Ausübung des königlichen Zeremoniells sollte dem in Italien weilenden Kaiser den Unmut über seine lange Abwesenheit von den sächsischen Stammlanden verdeutlichen. Damit Otto I. davon erfuhr, entsandte Hermann seinen Widersacher Heinrich von Stade nach Italien. Otto soll auf die Nachricht mit einem Wutausbruch reagiert haben, verstand aber die Botschaft und kehrte nach Sachsen zurück.

#### Herzog in Sachsen
Die Forschung beschränkt sich überwiegend auf die Feststellung, Hermann habe gegen Lebensende die Stellung eines Herzogs in Sachsen ausgeübt. Dabei soll er in diese Position „hineingewachsen“ sein, ohne dass es zu einer förmlichen Einsetzung durch Otto I. kam, denn eine Ernennung zum Herzog ist nicht überliefert. Widukind bezeichnet ihn in seiner Sachsengeschichte ab dem Jahr 953 als Herzog (dux). Adam von Bremen berichtet, Hermann sei der erste Herzog der Sachsen gewesen. Daraus hat Ernst Schubert geschlossen, Hermanns Zeitgenossen hätten ihn aufgrund seines Ansehens und seiner Macht im königsfernen Norden als Herzog wahrgenommen.
Demgegenüber hat Matthias Becher die These aufgestellt, Otto I. habe sich 953 angesichts der Bedrohung seiner Herrschaft durch den Liudolfinischen Aufstand dazu entschlossen, mit Hermann Billung einen bewährten Gefolgsmann zum sächsischen Herzog zu erheben. Ziel dieser förmlichen Einsetzung sei es gewesen, den Rücken für die Bekämpfung der Aufständischen in Ostfranken und in Baiern freizubekommen. Als Herzog habe Hermann die jahrelangen Auseinandersetzungen und die Italienaufenthalte Ottos aber auch genutzt, seine Stellung immer mehr auszubauen. Am Ende sei er sogar wie ein „königsgleicher Herzog“ aufgetreten. Als Beleg führt Becher Hermanns Auftreten auf der Versammlung der sächsischen Großen in Werla, die Einsetzung des Halberstädter Bischofs und die Usurpation des königlichen Zeremoniells beim Einzug in Magdeburg an. Da all dies ohne die Zustimmung des sächsischen Adels nicht möglich gewesen wäre, müsse in Herrmann der neue Repräsentant Sachsens erkannt werden, an dem es dem „sächsischen Volk“ seit der Abwendung Ottos I. von seiner Heimatprovinz gefehlt habe.

### Tod und Gedenken

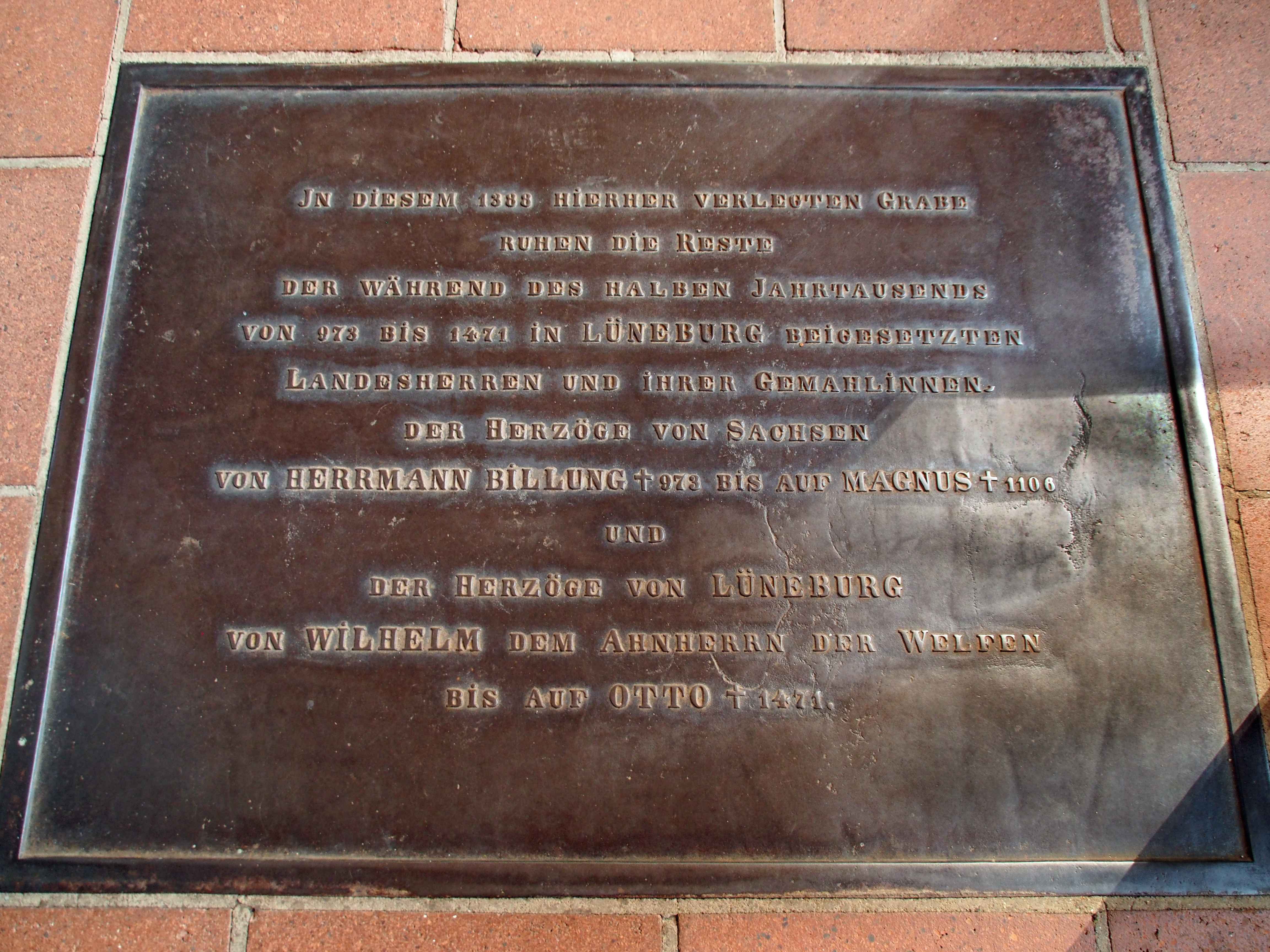
Grabplatte in der St. Michaeliskirche Lüneburg

Hermann starb am 27. März 973 (Karsamstag) in Quedlinburg. Sein Leichnam wurde in der Kirche des Michaelisklosters auf dem Kalkberg in Lüneburg beigesetzt.
Kaiser Otto I. hatte nach seiner Rückkehr aus Italien die Großen des Reiches in Quedlinburg versammelt, um mit ihnen das Osterfest zu feiern. Auch Hermann scheint an den Feierlichkeiten teilgenommen zu haben. Vier Tage nach dem Osterfest notieren die Quellen seinen Tod zum 27. März 973 in Quedlinburg. Sein Sohn Bernhard I. veranlasste die Überführung des Leichnams nach Lüneburg, wo die Grablege in der Kirche des von Hermann gestifteten Michaelisklosters erfolgen sollte. Dieses befand sich bis 1376 in der Burg der Billunger auf dem Lüneburger Kalkberg, ehe es abgebrochen und in die Stadt verlegt wurde. Hermanns Bestattung scheiterte jedoch zunächst an einem durch den Verdener Bischof Brun gegen ihn ausgesprochenen Kirchenbann. Der Grund für diesen Bann ist nicht überliefert. Möglicherweise handelte Brun aus persönlichen Beweggründen: Bei ihm könnte es sich um einen Bruder Wichmanns des Jüngeren und Ekberts des Einäugigen handeln, die Hermann angeklagt hatten, sie um ihr väterliches Erbe gebracht zu haben. Der Bann kann nicht von Dauer gewesen sein, da die Chronik im Nekrolog der Kirche St. Michael in Lüneburg von einer Bestattung Hermanns berichtet. Möglicherweise erfolgte die Aufhebung nach dem Tod Bischof Bruns im Jahr 976, sodass Hermann erst Jahre nach seinem Tod medio monasteri, also in der Stiftskirche des Michaelisklosters, beigesetzt werden konnte.
Memorialeinträge zu seinem Gedenken finden sich neben dem Eintrag im Nekrolog der Kirche St. Michael in Lüneburg in den Totenbüchern von Fulda, Merseburg, Vreden, Xanten und des Klosters Möllenbeck.